# Баткен
Батке́н (кирг. Баткен) — город в Кыргызстане, административный центр Баткенской области и района.
Название города восходит к согдийским словам (wāt+kanѳ) — город ветров.

## История
Село Баткен было образовано в апреле 1934 года, как районный центр одноимённого Баткенского района. В 1999 году для повышения эффективности управления этих земель после ряда нападений боевиков из трёх западных районов Ошской области была образована Баткенская область с административным центром Баткен.
С связи с этим селу Баткен в 2000 году был придан статус города, первым мэром города назначен Султанов Мамасыдык Мамадиевич. Население села в 2000 году составляло 10 987 человек. В 2001 году городу были подчинены 3 пригородных села.
В сентябре 2022 года в окрестностях города произошли пограничные столкновения.

## География
Расположен на юго-западе Кыргызстана, на расстоянии приблизительно 240 км к западу от Оша.
Общая площадь города составляет 5180 га. Собственная территория города (без учёта приусадебных участков) составляет 1143 га. Сельскохозяйственные угодья города составляют 4037 гектаров, в том числе: 1106 га — земли крестьянских хозяйств, из них орошаемых — 918 га; земли ФПС — 393 га, из них орошаемых — 316 га; земли подсобных хозяйств — 27 га (орошаемые); приусадебные участки горожан — 111 га (орошаемые) и 2400 га пастбищ.
Территория, подчинённая администрации города, в 2009 году составляла 205 км², из которых собственно в городскую черту входило 51,8 км², а остальные 153 км² представляли собой сельские территории с тремя пригородными сёлами (крупнейшее из которых село Кызыл-Жол с населением 3207 человек), в которых в сумме проживало 5760 человек. Таким образом, на территории, которая подчиняется городской администрации, проживало 23 134 человека.
По состоянию на 2017 год городской администрации подчинены сёла: Базар-Башы, Булак-Башы, Келечек, Кызыл-Дон, Кызыл-Жол, Чет-Булак.

## Население
| 1939 | 1959  | 1970  | 1979  | 1989    | 1999    | 2009    | 2021    |
| ---- | ----- | ----- | ----- | ------- | ------- | ------- | ------- |
| 1430 | ↗1948 | ↗5569 | ↗7157 | ↗10 243 | ↗10 987 | ↗13 435 | ↗27 730 |

В 2009 году в городе проживало 19 718 человек, из них 19 519 (99,0 %) были этническими кыргызами, кроме того в городе было 64 татарина, 48 русских, 46 узбеков, 26 таджиков, 3 уйгура и 12 человек других этносов. 6 672 жителя города (33,8 %) заявили при переписи, что владеют русским языком как вторым.
На 1 января 2022 года численность населения составляла 28559 человек.

## Климат
Климат Баткена характеризуется как Cfa согласно Классификации климатов Кёппена. Среднегодовая температура в Баткене — 12,3 °C. В течение года в Баткене в среднем выпадает 1040 мм осадков.